# Acacia trinervis
Acacia trinervis é uma espécie de leguminosa do gênero Acacia, pertencente à família Fabaceae.